# 姜岩 (1970年)
姜岩（1970年7月—），女，黑龙江同江人，中华人民共和国外交官，曾任中华人民共和国驻乌兹别克斯坦共和国特命全权大使。

## 生平
1992年，进入中华人民共和国外交部工作，先后在外交部欧亚司、驻俄罗斯大使馆、驻哈萨克斯坦大使馆、监察部驻外交部监察局任职。2011年，升任监察部驻外交部监察局副局长。2014年，任外交部欧亚司副司长。2018年1月，出任中华人民共和国驻乌兹别克斯坦大使。2023年2月，自驻乌兹别克斯坦大使离任。

## 家庭
已婚，有一女。